# Tazyne
Tazyne (ukrainisch Тацине; russisch Тацино/Tazino) ist eine Siedlung städtischen Typs im Süden der ukrainischen Oblast Luhansk mit etwa 250 Einwohnern.
Der Ort gehört administrativ zur Stadtgemeinde der 12 Kilometer nordwestlich liegenden Stadt Rowenky und gehört hier zur Siedlungsratsgemeinde von Mychajliwka (2 Kilometer westlich gelegen), die Oblasthauptstadt Luhansk befindet sich 55 Kilometer nördlich des Ortes, durch den Ort fließt der Fluss Juskina (Юськіна).
Tazyne wurde 1910 gegründet und wurde 1969 zu einer Siedlung städtischen Typ erhoben. Seit Sommer 2014 ist der Ort im Verlauf des Ukrainekrieges durch Separatisten der Volksrepublik Lugansk besetzt.